# Eois naias
Eois naias är en fjärilsart som beskrevs av William Schaus 1912. Eois naias ingår i släktet Eois och familjen mätare. Inga underarter finns listade i Catalogue of Life.